# Homologenus rostratus
Homologenus rostratus is een krabbensoort uit de familie van de Homolidae. De wetenschappelijke naam van de soort is voor het eerst geldig gepubliceerd in 1880 door A. Milne-Edwards.